# Flower power

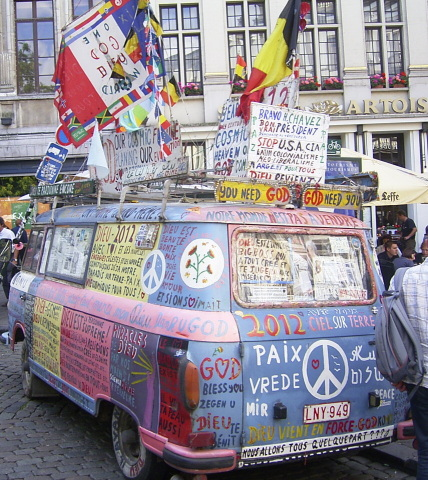
Uma van com flores e slogans hippies.

Flower Power (Poder das Flores) foi um slogan usado pelos hippies dos anos 60 até o começo dos anos 70 como um símbolo da ideologia da não-violência e de repúdio à Guerra do Vietnã.
O termo foi utilizado pela primeira vez pelo poeta Allen Ginsberg em 1965. Desde então ele é frequentemente utilizado para se referir aos anos 60, inclusive em filmes, programas de TV e documentários,Jogos, etc.
O ponto de encontro do movimento Flower Power era em Amsterdã, num clube chamado Paradiso. Os hippies escolheram este clube por causa do nome Paradiso, o qual lembrava um lugar pacífico, um paraíso. Hoje em dia, ele é encontrado próximo ao Hard Rock Café e é um centro de música para todos.